# Cắt Lanner

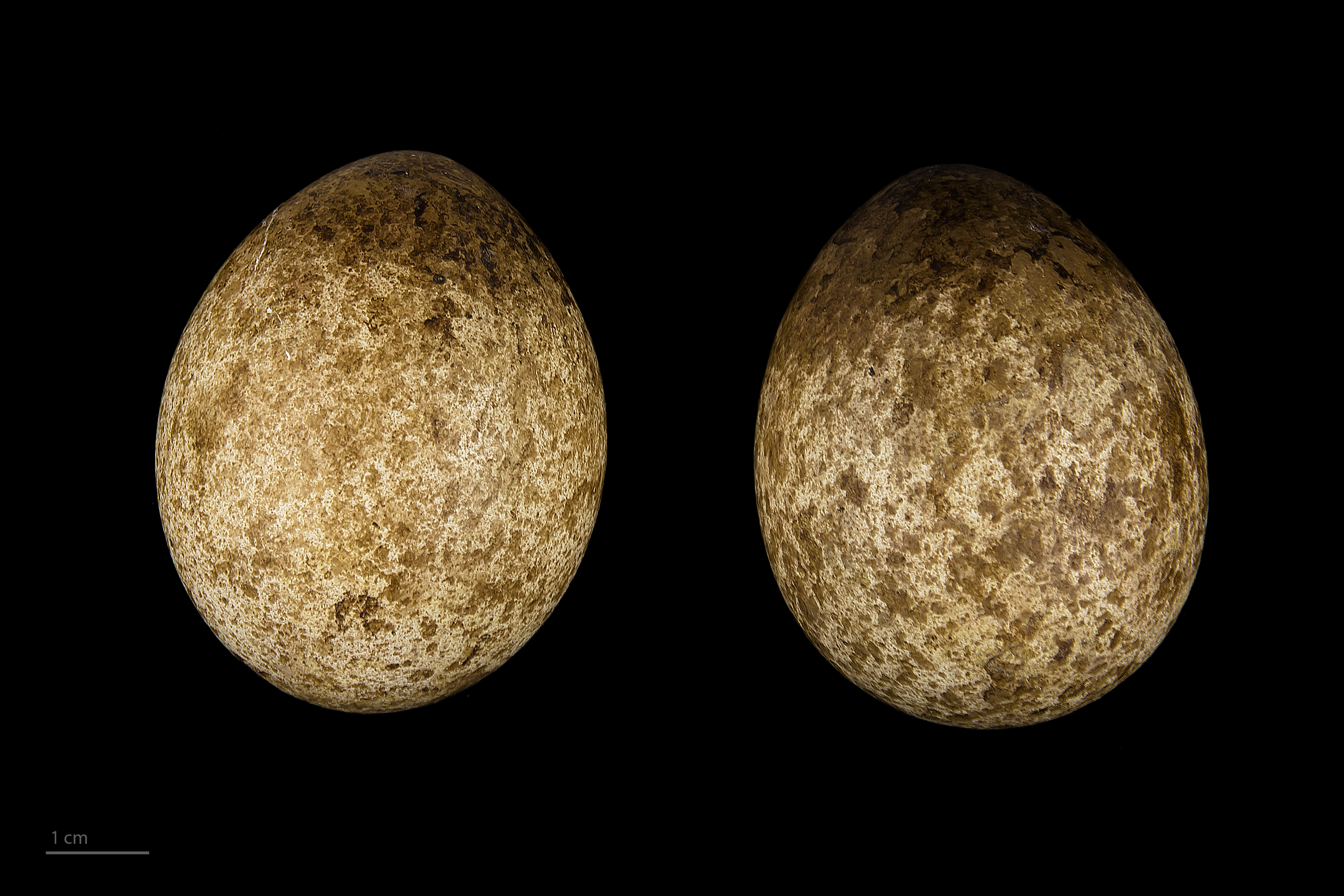
Falco biarmicus erlangeri

Cắt Lanner (danh pháp hai phần Falco biarmicus) là một loài chim săn mồi thuộc chi Cắt.

## Nghiên cứu thêm
- Helbig, A.J.; Seibold, I.; Bednarek, W.; Brüning, H.; Gaucher, P.; Ristow, D.; Scharlau, W.; Schmidl, D. & Wink, Michael (1994): Phylogenetic relationships among falcon species (genus Falco) according to DNA sequence variation of the cytochrome b gene. In: Meyburg, B.-U. & Chancellor, R.D. (eds.): Raptor conservation today: 593-599. PDF fulltext
- Merret, Christopher (1666): Pinax rerum naturalium Britannicarum continens vegetabilia, animalia et fossilia, in hac insulā repperta inchoatus Pulleyn and F. & T. Warren, London.
- Nittinger, F.; Haring, E.; Pinsker, W.; Wink, Michael & Gamauf, A. (2005): Out of Africa? Phylogenetic relationships between Falco biarmicus and other hierofalcons (Aves Falconidae). Journal of Zoological Systematics and Evolutionary Research 43(4): 321-331.doi:10.1111/j.1439-0469.2005.00326.x PDF fulltext
- Sharpe, Richard Bowdler (1874): Catalogue of the birds in the British Museum 1. British Museum (Natural History), London.
- Strickland, Hugh Edwin (1855): Ornithological Synonyms. J. Van Voorst, London.
- Wink, Michael; Seibold, I.; Lotfikhah, F. & Bednarek, W. (1998): Molecular systematics of holarctic raptors (Order Falconiformes). In: Chancellor, R.D., Meyburg, B.-U. & Ferrero, J.J. (eds.): Holarctic Birds of Prey: 29-48. Adenex & WWGBP. PDF fulltext
- Wink, Michael; Sauer-Gürth, Hedi; Ellis, David & Kenward, Robert (2004): Phylogenetic relationships in the Hierofalco complex (Saker-, Gyr-, Lanner-, Laggar Falcon). In: Chancellor, R.D. & Meyburg, B.-U. (eds.): Raptors Worldwide: 499-504. WWGBP, Berlin. PDF fulltext